# Altdorf (Uri)
Altdorf (nevének jelentése: öreg falu) település Svájcban, Uri kanton székhelye.

## Fekvése
Altdorf Svájc középső részén található, egy, az Alpok által körülvett völgyben, a Reuss folyó és az Umersee tó partján. A fővárostól, Berntől 154 km-re keletre, Luzerntől 43 km-re délkeletre található. Nyugatról Attinghausen és Seedorf, északról Flüelen, keletről Bürglen, délről pedig Schattdorf falvak határolják.

## Története
Altdorf területén az első településre utaló nyomok a vaskorból származnak és a La Tène kultúrához tartoznak (az i.e. 3. századból). Az első telepesek a szomszédos erdőkben építették fel házaikat, majd tovább terjeszkedtek a Reuss folyó völgye irányába, mely azonban a tavaszi olvadások idején rendre kiöntött, elpusztítva a völgyben felépített házakat.
Altdorf területe huzamosabb ideig a Római Birodalom részét képezte, majd ennek bukása után a germán alemannok telepedtek le itt, asszimilálva az itt talált galló-római lakosságot.
A jelenlegi település nevét először 1223-ban említették Attorf néven. A 16. és 19. század között neve egyszerűen Uriként fordul elő a forrásokban. A hagyomány szerint ebben a városban élt Tell Vilmos (akinek tiszteletére szobor áll a város főterén) és innen robbantotta ki a svájci szabadságharcot is. Altdorfnak és Uri kantonnak a svájci függetlenségi háborúban betöltött szerepét a történeti források is alátámasztják, amennyiben 1291-ben három kanton, Uri, Schwyz és Unterwalden szövetségével kezdődött a fegyveres lázadás, mely egy hosszú folyamat eredményeként a független svájci állam létrejöttéhez vezetett.

## Népesség
2012-ben a városnak 8981 lakosa volt. Egy 2007-es statisztika szerint a város lakosságának 13,5%-a idegen állampolgár. Nemzetiségi hovatartozás szerint a lakosság abszolút többsége, 88,3% német, 4,2%-a szerbhorvát és 2,5%-a olasz. Vallási hovatartozás szerint 84,3% a római-katolikus egyházhoz tartozónak tekinti magát.

## Testvérváros
- Altdorf bei Nürnberg